# Список эпизодов мультсериала «Геркулес»
Всего сериал «Геркулес» насчитывает 65 серий длительностью по 20-25 минут каждая.

## Трансляция
| Сезон | Сезон                         | Кол-во эпизодов | Показ                 | Показ               |
| Сезон | Сезон                         | Кол-во эпизодов | Премьера              | Финал               |
| ----- | ----------------------------- | --------------- | --------------------- | ------------------- |
| 1     | Weekdays                      | 52              | 31 августа 1998 года  | 1 марта 1999 года   |
| 2     | Disney's One Saturday Morning | 13              | 12 сентября 1998 года | 16 января 1999 года |

## Сезон 1
1. «Hercules And The Apollo Mission» / "Геркулес и проект «Аполлон»
2. «Hercules And The King Of Thessaly» / «Геркулес и царь Фессалии»
3. «Hercules And The Secret Weapon» / «Геркулес и секретное оружие»
4. «Hercules And The Assassin» / «Геркулес и наёмный убийца»
5. «Hercules And The Big Kiss» / «Геркулес и чудо поцелуя»
6. «Hercules And The River Styx» / «Геркулес и воды Стикса»
7. «Hercules And The Techno Greeks» / «Геркулес и техногреки»
8. «Hercules And The World’s First Doctor» / «Геркулес и самый первый врач»
9. «Hercules And The Pool Party» / «Геркулес и вечеринка с купанием»
10. «Hercules And The Prince Of Thrace» / «Геркулес и наследник Фракии»
11. «Hercules And The Tapestry Of Fate» / «Геркулес и Полотно Судьбы»
12. «Hercules And The Living Legend» / «Геркулес и живая легенда»
13. «Hercules And The Return Of Typhon» / «Геркулес и возвращение Тифона»
14. «Hercules And The Owl Of wisdom» / «Геркулес и сова мудрости»
15. «Hercules And The Girdle Of Hippolyte» / «Геркулес и пояс Ипполиты»
16. «Hercules And The Bacchanal» / «Вакханалия у Геркулеса»
17. «Hercules And The Underworld Takeover» / «Геркулес и захват Подземного царства»
18. «Hercules And The Comedy Of Arrows» / «Геркулес и комедия промашек»
19. «Hercules And The Hostage Crisis» / «Геркулес и захват заложников»
20. «Hercules And The Disappearing Heroes» / «Геркулес и исчезающие герои»
21. «Hercules And The Argonauts» / «Геркулес и аргонавты»
22. «Hercules And The Drama Festival» / «Геркулес и театральный фестиваль»
23. «Hercules And The Phil Factor» / «Геркулес и безумие Фила»
24. «Hercules And The All Nighter» / «Геркулес и Морфей»
25. «Hercules And The Song Of Circe» / «Геркулес и песнь Цирцеи»
26. «Hercules And The Trojan War» / «Геркулес и Троянская война»
27. «Hercules And The Dream Date» / «Геркулес и девушка мечты»
28. «Hercules And The Big Games» / «Геркулес и большие игры»
29. «Hercules And The Jilt Trip» / «Геркулес и невезение в любви»
30. «Hercules And The Falling Stars» / «Геркулес и звездопад»
31. «Hercules And The Golden Touch» / «Геркулес и горы злата»
32. «Hercules And The Minotaur» / «Геркулес и минотавр»
33. «Hercules And The Son Of Poseidon» / «Геркулес и сын Посейдона»
34. «Hercules And The Twilight Of The Gods» / «Геркулес и гибель богов»
35. «Hercules And The Griffin» / «Геркулес и грифон»
36. «Hercules And The King For A Day» / «Геркулес и царь-однодневка»
37. «Hercules And The Pegasus Incident» / «Геркулес и случай с Пегасом»
38. «Hercules And The Big Sink» / «Геркулес и гибель Атлантиды»
39. «Hercules And The Big Lie» / «Геркулес и большая ложь»
40. «Hercules And The Prom» / «Геркулес и школьный бал»
41. «Hercules And The Spartan Experience» / «Геркулес и спартанская военная подготовка»
42. «Hercules And The Complex Electra» / «Геркулес и феномен Электры»
43. «Hercules And The Long Nightmare» / «Геркулес и ночи долгих кошмаров»
44. «Hercules And The Arabian Night» / «Геркулес и арабская ночь»
45. «Hercules And The Aetolian Amphora» / «Геркулес и Этолийская амфора»
46. «Hercules And The Romans» / «Геркулес и римляне»
47. «Hercules And The Yearbook» / «Геркулес и выпускной альбом»
48. «Hercules And The Odyssey Experience» / «Геркулес и его Одиссея»
49. «Hercules And The Grim Avenger» / «Геркулес и ночной мститель»
50. «Hercules And The Spring Of Canathus» / «Геркулес и волшебный источник»
51. «Hercules And The Big Show» / «Геркулес и шоу-бизнес»
52. «Hercules And The Tiff On Olympus» / «Геркулес и размолвка на Олимпе»

примечание:
44 серия является смесью Аладдина и Геркулеса

## Сезон 2
1. «Hercules And The First Day Of School» / «Геркулес и первый день в школе»
2. «Hercules And The Visit From Zeus» / «Геркулес и визит Зевса»
3. «Hercules And The Driving Test» / «Геркулес и экзамен по вождению»
4. «Hercules And The Parent’s Weekend» / «Геркулес и родительский день»
5. «Hercules And The Prometheus Affair» / «Геркулес и судьба Прометея»
6. «Hercules And The Hero Of Athens» / «Геркулес и герой Афин»
7. «Hercules And The Caledonian Boar» / «Геркулес и Каледонский вепрь»
8. «Hercules And The Epic Adventure» / «Геркулес и приключения с эпическим размахом»
9. «Hercules And The Poseidon’s Cup Adventure» / «Геркулес и кубок Посейдона»
10. «Hercules And The Muse Of Dance» / «Геркулес и Терпсихора»
11. «Hercules And The Kids» / «Геркулес и дети»
12. «Hercules And The Gorgon» / «Геркулес и горгона»
13. «Hercules And The Green-Eyed Monster» / «Геркулес и зеленоглазое чудовище»